# Gedit
Gedit is een vrije teksteditor voor de GNOME-desktopomgeving. Het is gericht op het bewerken van computertalen. Het bevat ondersteuning voor UTF-8 en syntaxiskleuring voor verscheidene programmeer- en opmaaktalen. Daarnaast kunnen er plug-ins geïnstalleerd worden voor aanvullende functionaliteit. Het is het standaardprogramma voor het bewerken van tekst in GNOME.
Gedit is opensourcesoftware, beschikbaar onder de GNU General Public License (GPL).

## Overzicht
Enkele mogelijkheden van gedit zijn:
- openen van meerdere bestanden in tabbladen
- ongedaan maken en herhalen
- regelnummering
- overeenkomstige haakjes weergeven
- automatische terugloop
- weergeven van huidige regel
- automatische back-ups
- spellingcontrole in meerdere talen
- ondersteuning voor slepen (drag and drop) tussen Midnight Commander en gedit
- zoeken en vervangen
- bestandsverkenner-paneel